# Acalypha vermifera
Acalypha vermifera é uma espécie de flor do gênero Acalypha, pertencente à família Euphorbiaceae.